# Naaldwijk (Sliedrecht)

Het wapen van Naaldwijk zoals dat door de heerlijkheid werd gevoerd en dat abusievelijk aan de andere gemeente Naaldwijk werd toegekend

Naaldwijk is een voormalige gemeente in de Nederlandse provincie Zuid-Holland.
Als voormalige heerlijkheid tussen Sliedrecht en Giessendam, vormde Naaldwijk kort een aparte gemeente, van 1 april 1817 tot 23 augustus 1818, waarna het definitief aan Sliedrecht werd toegevoegd. Van oudsher bestond Sliedrecht uit drie heerlijkheden: Naaldwijk, Niemandsvriend en (Over)Sliedrecht of Lockhorst. Niemandsvriend, de kleinste van de drie, lag in zijn geheel als enclave in Oversliedrecht. Het heerlijkheidswapen van Naaldwijk was gelijk aan het wapen van Naaldwijk in het Westland. Beide wapens waren afgeleid van het geslacht Van Naaldwijk, gedurende lange tijd Heren en Vrouwen van Naaldwijk.